# Masaccio

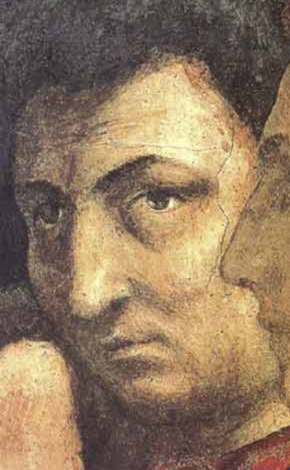
Masaccio, mutmaßliches Selbstbildnis im Fresko mit der Auferweckung des Sohnes des Theophilus und dem thronenden Petrus (um 1425) in der Brancacci-Kapelle, Santa Maria del Carmine, Florenz

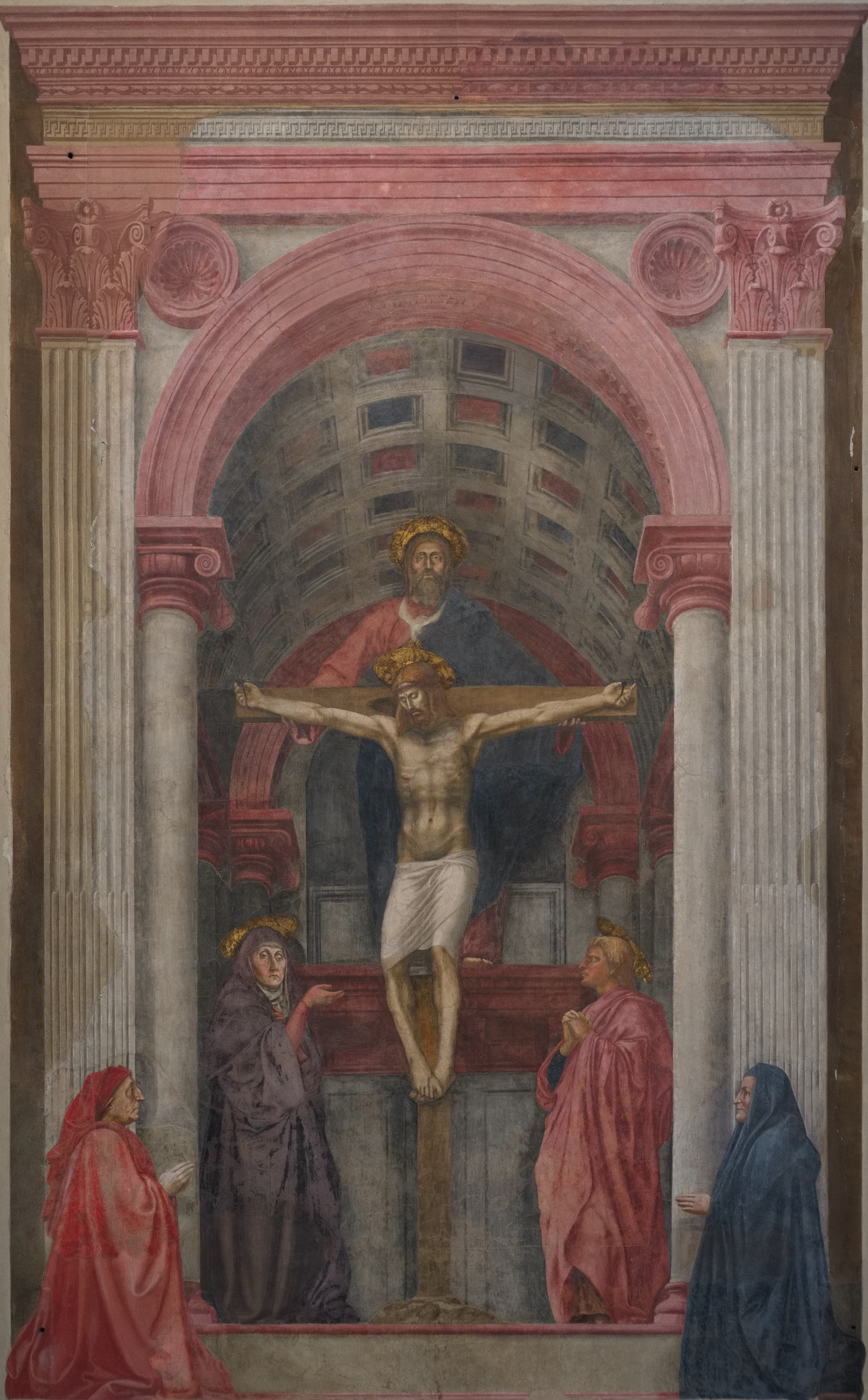
Trinität und Stifterpaar, Fresko (oberer Teil), um 1425 (?), Santa Maria Novella, Florenz

Tommaso di ser Giovanni di Mone di Andreuccio (genannt Masaccio [maˈzattʃo]; * 21. Dezember 1401 in Castel San Giovanni in Altura in der Provinz Arezzo; † Juni 1428 in Rom) war ein in Florenz und Pisa tätiger Maler des frühen 15. Jahrhunderts. Trotz seiner kurzen Lebenszeit und des vergleichsweise kleinen Œuvres war Masaccio schon früh wegen seiner monumentalen Figuren, der überzeugenden Raumkonstruktionen durch den innovativen Einsatz der Zentralperspektive berühmt und galt bereits Zeitgenossen neben Filippo Brunelleschi, Lorenzo Ghiberti und Donatello als Erneuerer der Florentiner Kunst.
„Masaccio“ ist ein Spitzname und bedeutet in etwa „großer“ oder „grober Thomas“ und diente offenbar schon zu seinen Lebzeiten zur Unterscheidung von seinem Kollegen Masolino („kleiner Thomas“). Masaccios Bruder Giovanni di Ser Giovanni, genannt Lo Scheggia, (1406–1486) war ebenfalls Maler, aber weitaus weniger erfolgreich.

## Leben
Als Lehrer Masaccios wurden Bicci di Lorenzo (Berti 1968), Mariotto di Cristofano (Boskovits 1969) und Niccolò di ser Lapo (Padoa Rizzo 2001) vorgeschlagen; dokumentiert ist die Ausbildung bei keinem der genannten Künstler. Zeitweise scheinen Masaccio und Masolino eine gemeinsame Werkstatt unterhalten zu haben; zu den beiden Künstlern zugeschriebenen Werken zählt unter anderem die heute in den Uffizien aufbewahrte Tafel mit der hl. Anna selbdritt (Sant’Anna Metterza) für die Florentiner Kirche Sant’Ambrogio. Mit Masolino arbeitete Masaccio auch ab 1424 an der Ausmalung der Brancacci-Kapelle in der Florentiner Kirche Santa Maria del Carmine. In dieser Kirche führte er ebenfalls in den 1420er Jahren die berühmte, heute verlorene Sagra aus, ein Fresko, das die Weihe der Kirche 1422 in Anwesenheit zahlreicher Florentiner Bürger zeigte. Zwischen 1425 und 1427 entstand das Trinitätsfresko in Santa Maria Novella in Florenz. 1428 starb Masaccio unter ungeklärten Umständen mit 27 Jahren in Rom.

### Ausgewählte Werke
- Masaccio, Masolino, Sant’Anna Metterza, 1424–1425, Tempera auf Pappelholz, Uffizien, Florenz
- Masaccio, Madonna Casini, um 1426, Tempera auf Pappelholz, Uffizien, Florenz
- Masaccio, Trinität, zwischen 1425 und 1428, Santa Maria Novella, Florenz
- Masaccio, Altarbild für die Kirche Santa Maria del Carmine in Pisa, 1426, Tempera auf Pappelholz, Teile in Pisa, London, Los Angeles, Neapel und Berlin (Gemäldegalerie)
  - Kreuzigung Petri und Enthauptung Johannes des Täufers, Predellentafel, Tempera auf Pappelholz, 21 × 29 cm, Gemäldegalerie (Berlin)
  - Anbetung der Könige, Predellentafel, Tempera auf Pappelholz, 21 × 61 cm, Gemäldegalerie (Berlin)
  - stehende Heiligen (vier Tafeln), Tempera auf Pappelholz, je 38 × 12,5 cm, Gemäldegalerie (Berlin)
- Masaccio, Masolino, Freskenzyklus mit Szenen aus der Genesis und aus der Geschichte Petri, Brancacci-Kapelle, Santa Maria del Carmine, 1425–1427, Zyklus später von Filippino Lippi vervollständigt
- Masaccio (zugeschrieben), Gebet auf dem Ölberg und büßender Hieronymus, um 1424–1425, Tempera auf Pappelholz, 62 × 43,5 cm Lindenau-Museum Altenburg
- Masaccio, Geburtsteller (desco da parto) mit Darstellung einer Wochenstube und rückseitig eines Knaben mit Hund, um 1423, Durchmesser mit Rahmen 56 cm, Gemäldegalerie (Berlin)
- Masaccio, Polyptychon von Pisa, 1426

## Bildergalerie

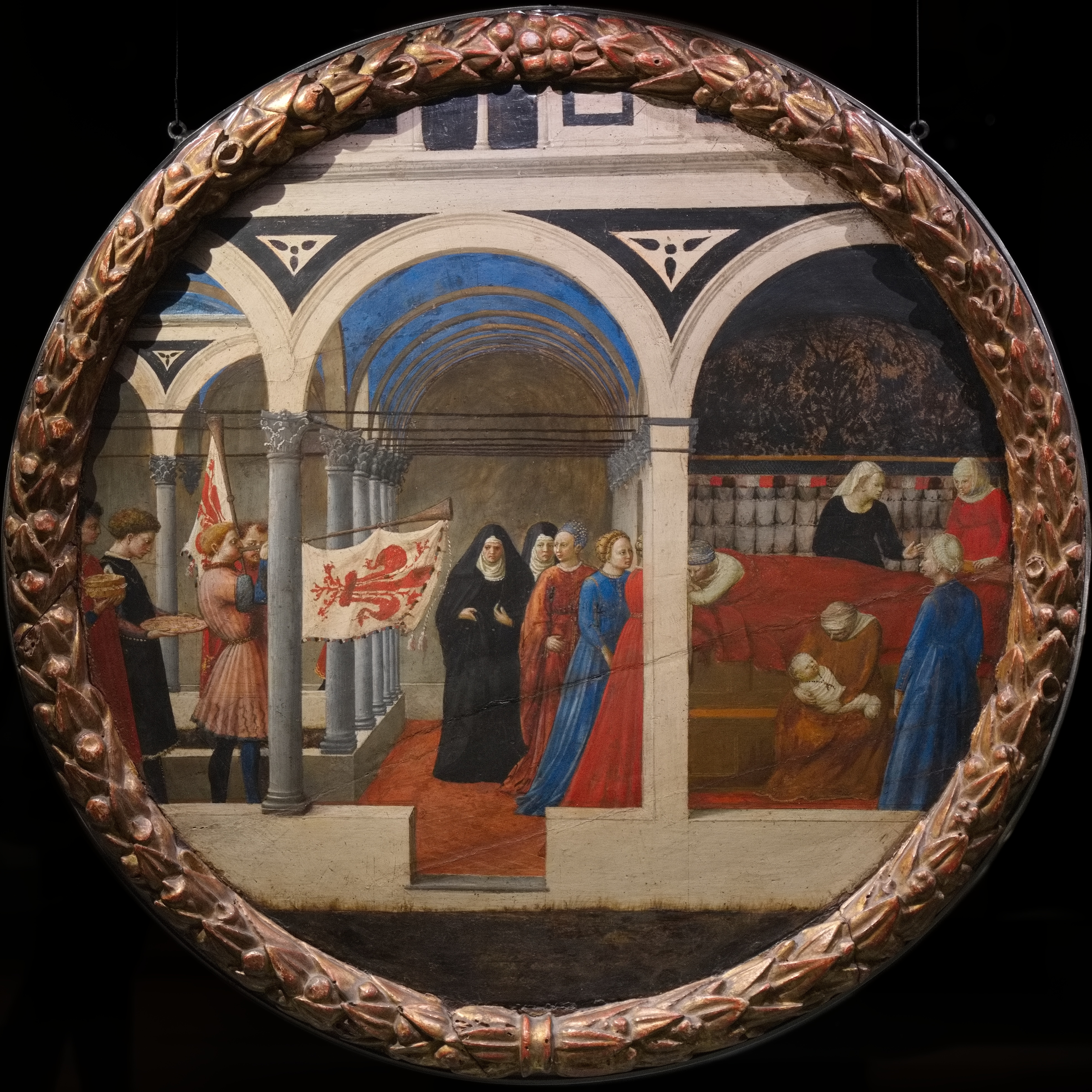
Masaccio (zugeschrieben), Desco da parto mit Darstellung einer Wochenstube, um 1423, Gemäldegalerie, Berlin
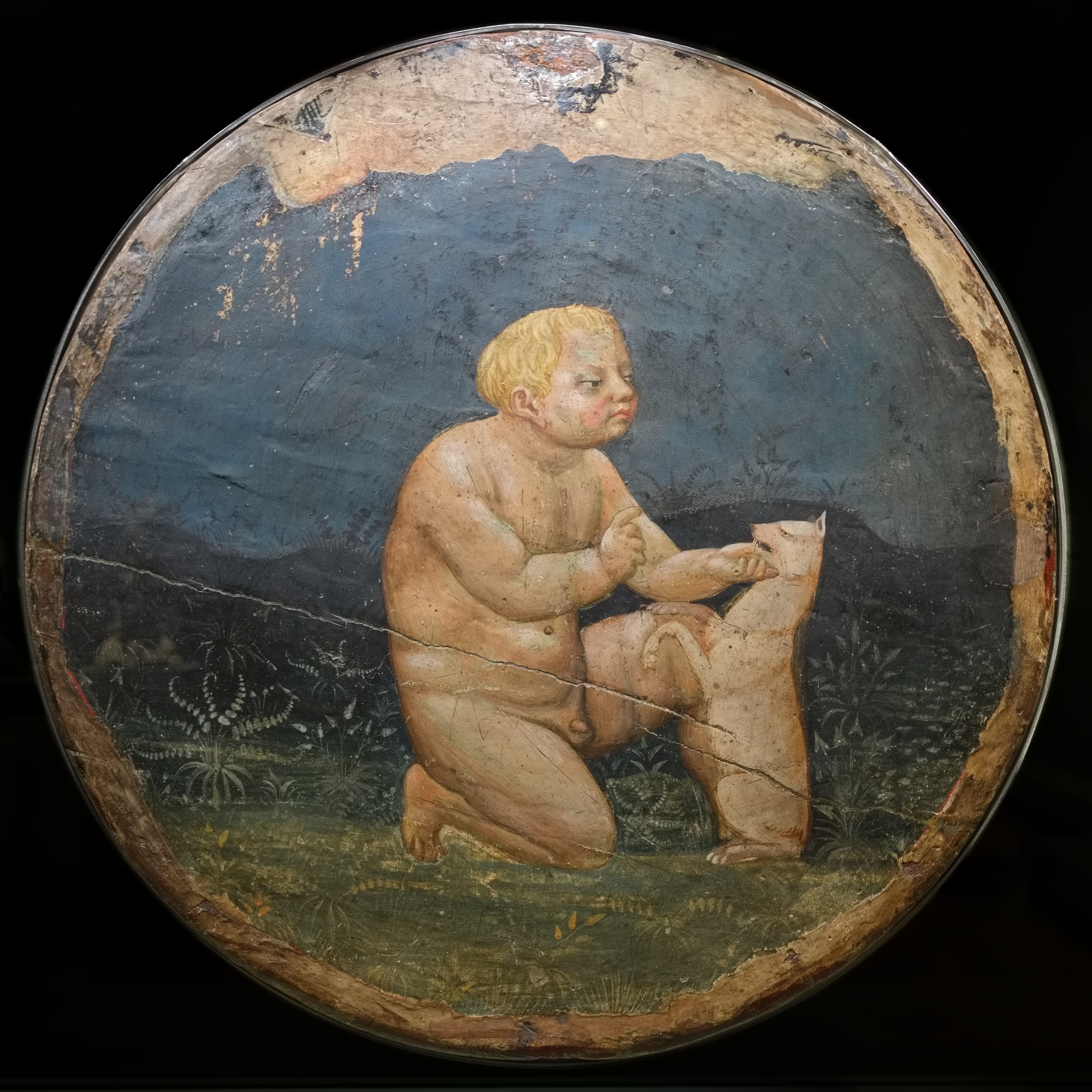
Masaccio (zugeschrieben), Rückseite des Desco da parto mit Darstellung eines Knaben mit Hund, Gemäldegalerie, Berlin
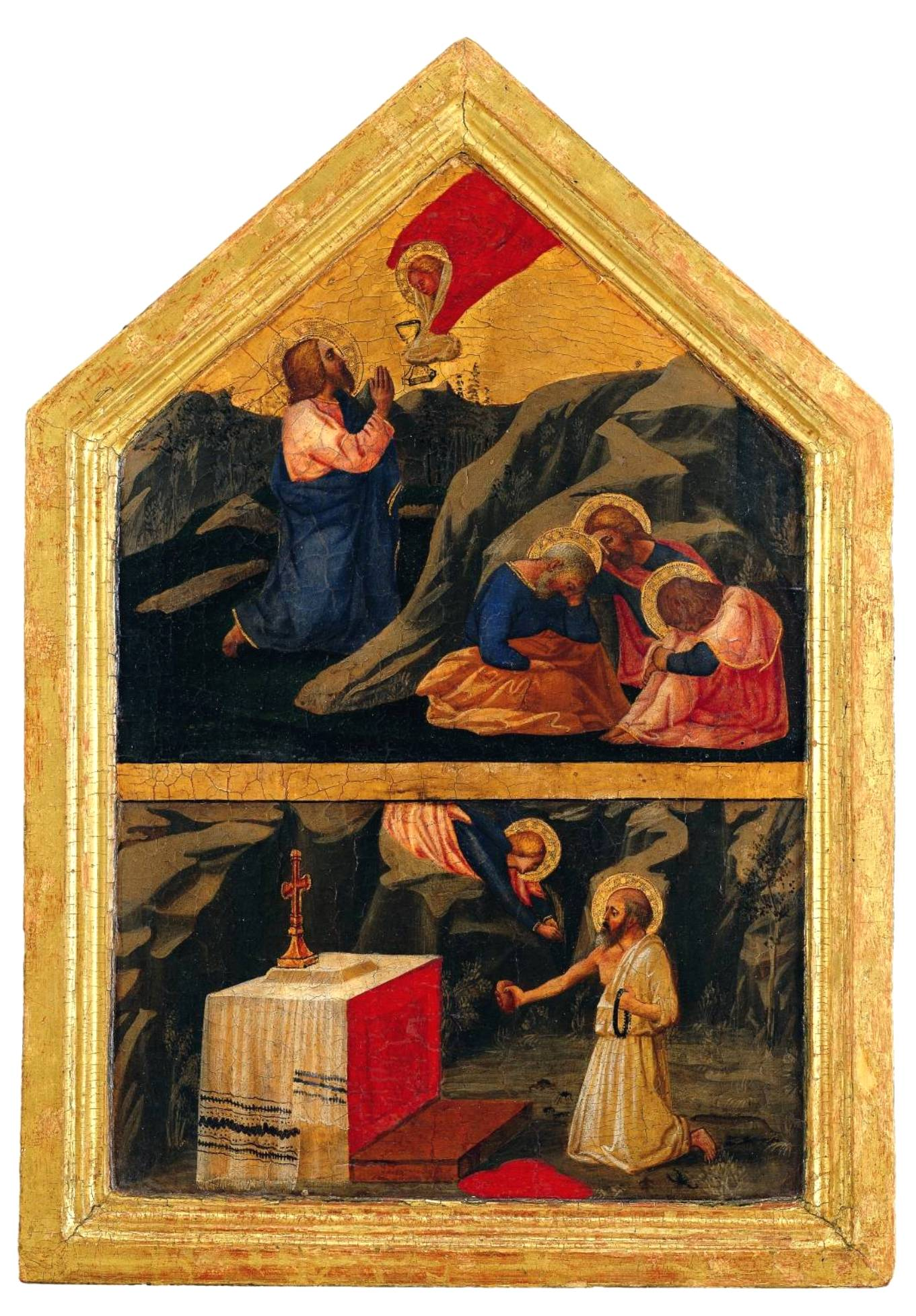
Masaccio (zugeschrieben), Tafel mit Gebet im Ölberg und büßendem Hieronymus, um 1424–1425, Lindenau-Museum, Altenburg
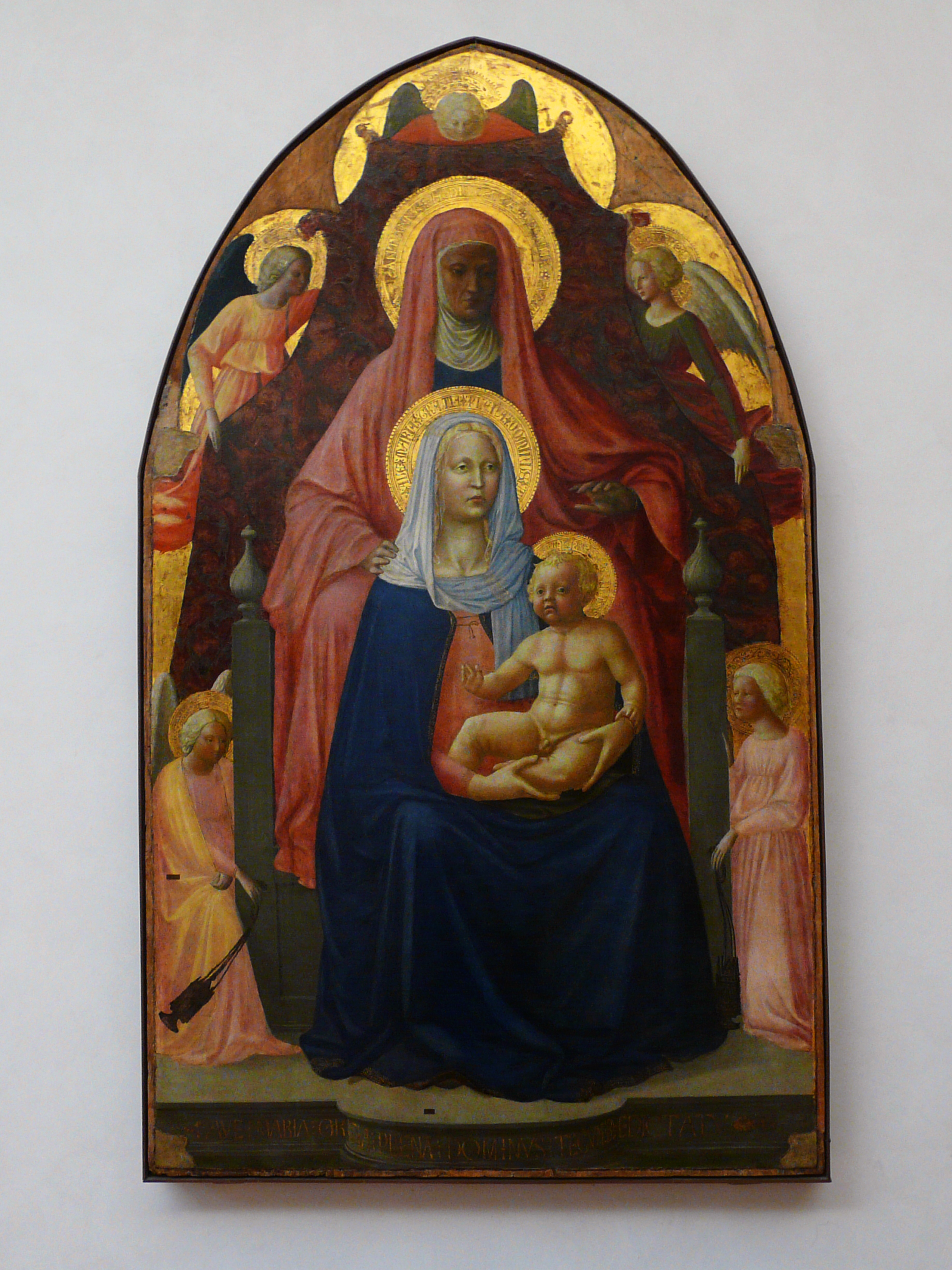
Masolino und Masaccio, Sant’Anna Metterza, 1424–1425, Uffizien, Florenz
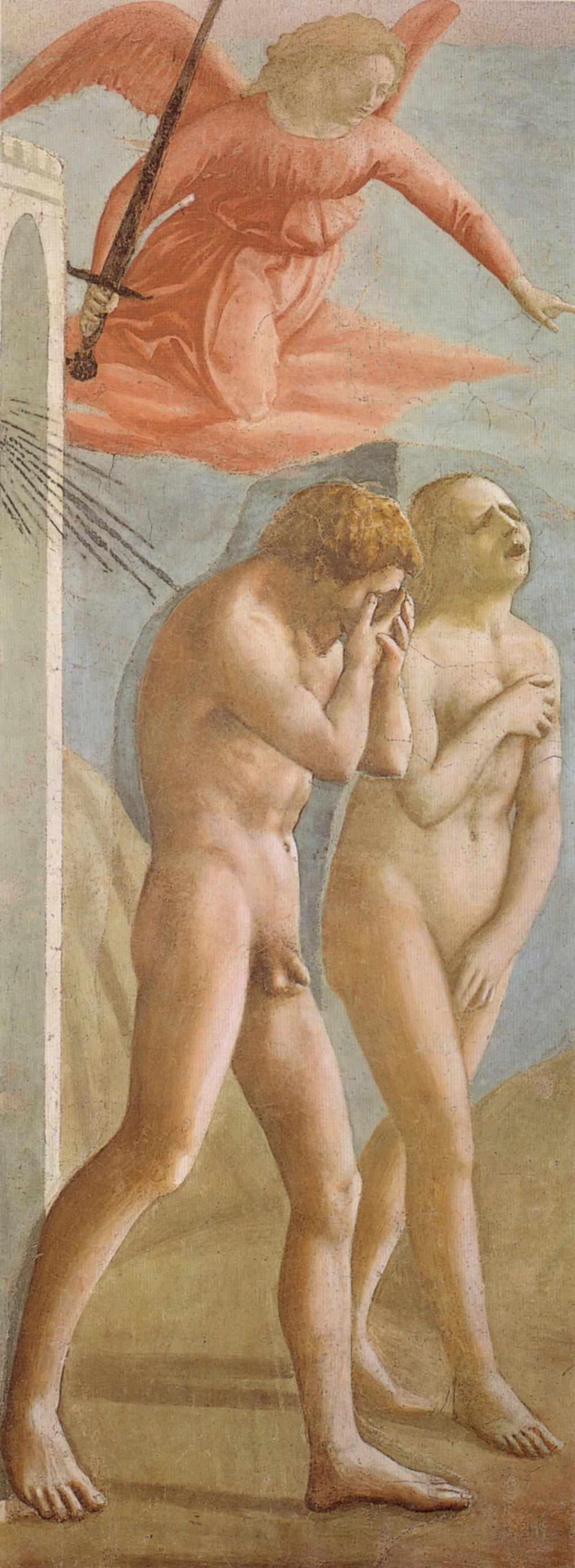
Vertreibung aus dem Paradies, Brancacci-Kapelle, Fresko, um 1425, Santa Maria del Carmine, Florenz
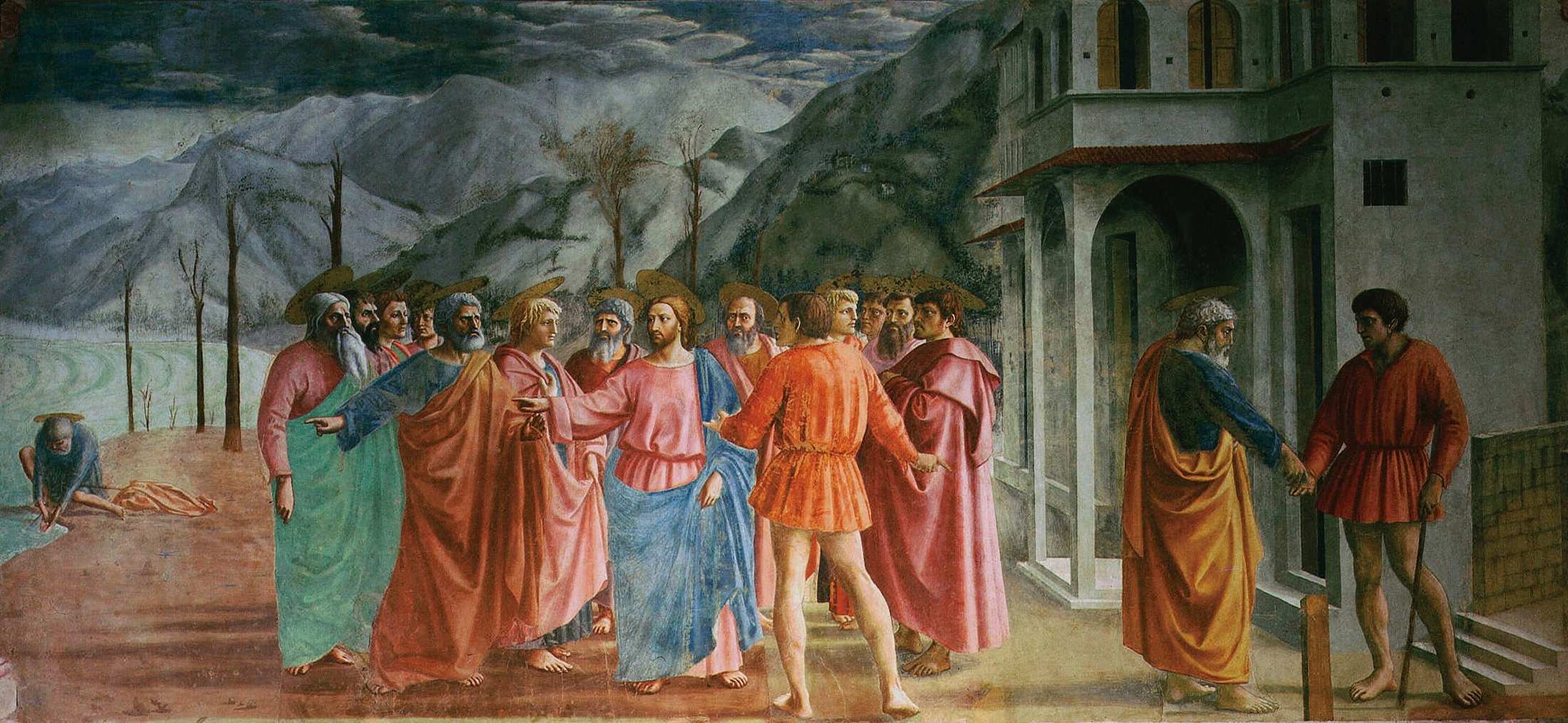
Masaccio, Geschichte vom Zinsgroschen, Brancacci-Kapelle, Fresko, um 1425, Santa Maria del Carmine, Florenz
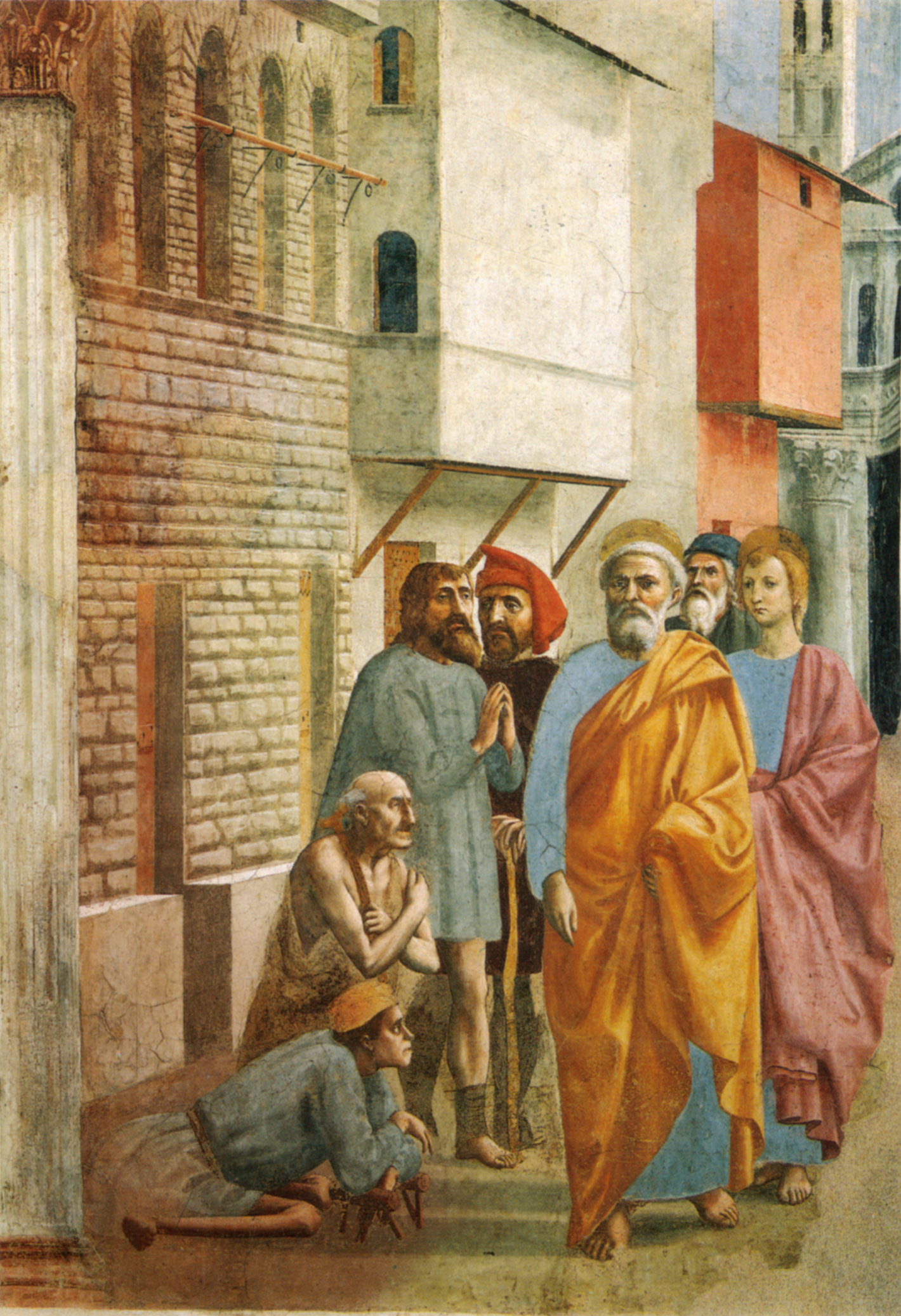
Petrus heilt Kranke mit seinem Schatten, Fresko, um 1425, Brancacci-Kapelle, Santa Maria del Carmine, Florenz
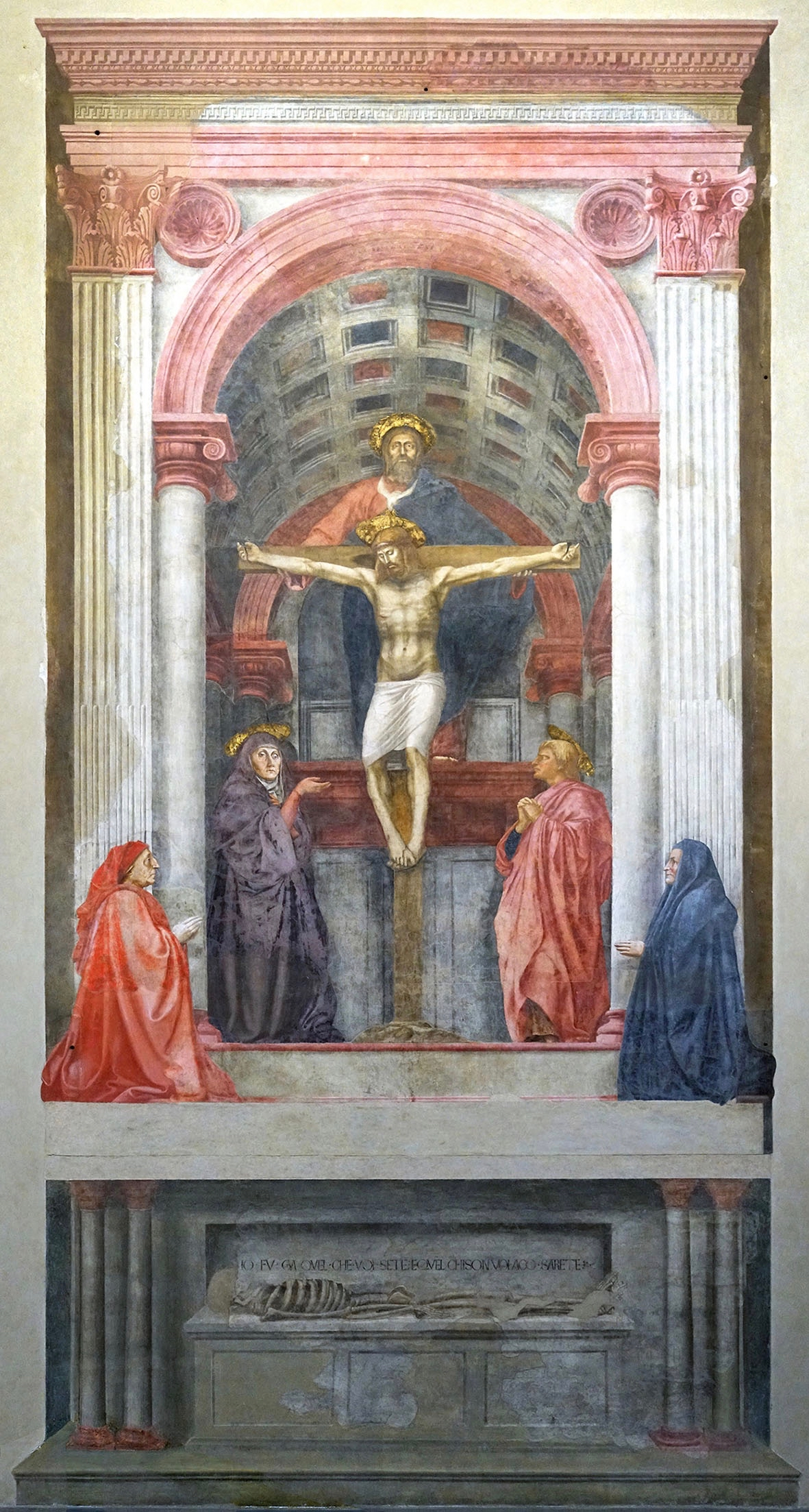
Gesamtansicht der Dreifaltigkeit mit Skelett und Inschrift, Fresko, 1425–1427 (?), Santa Maria Novella, Florenz
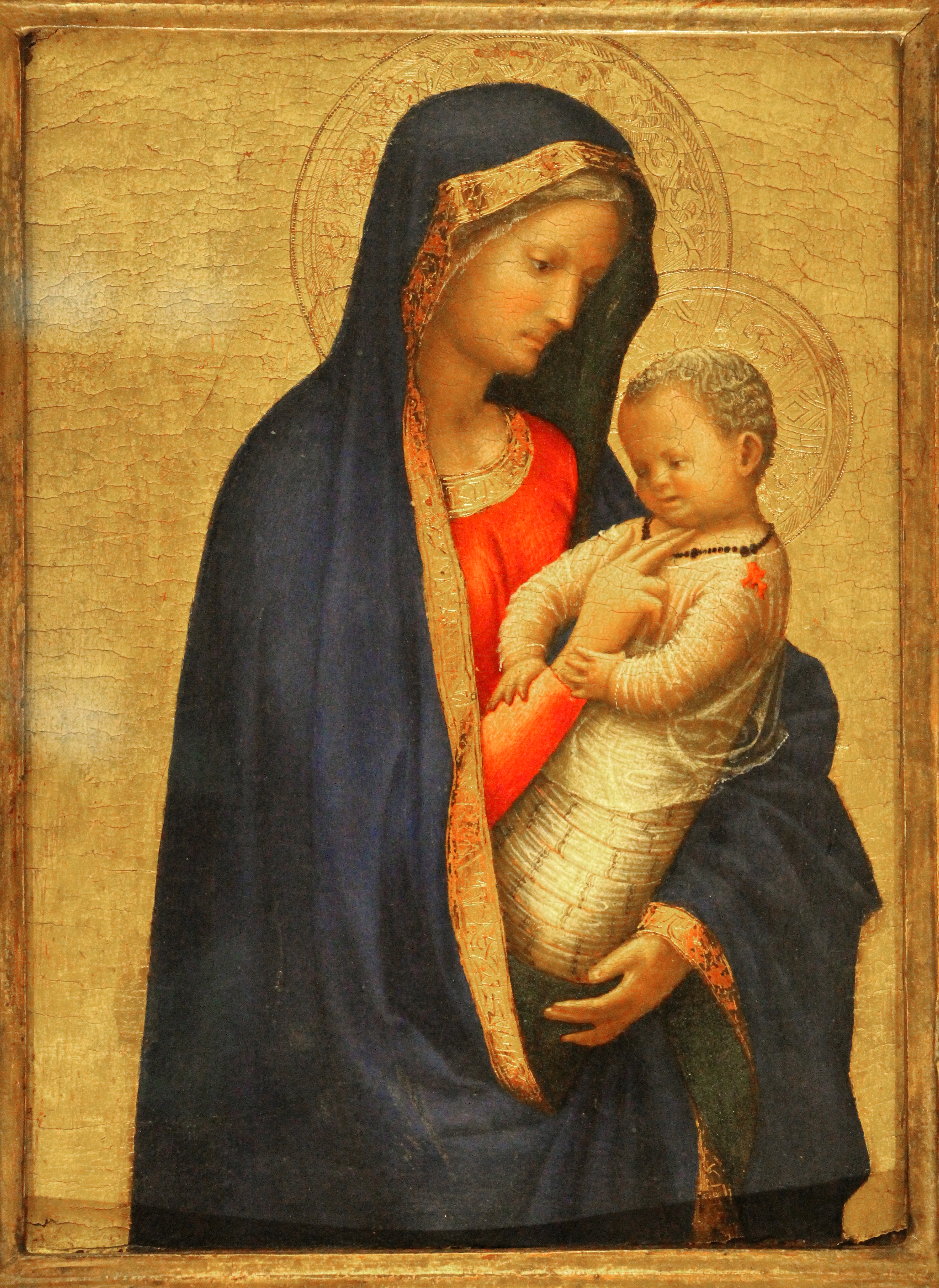
Sog. Madonna Casini, Tempera und Gold auf grundierter Holztafel, um 1426, Uffizien, Florenz
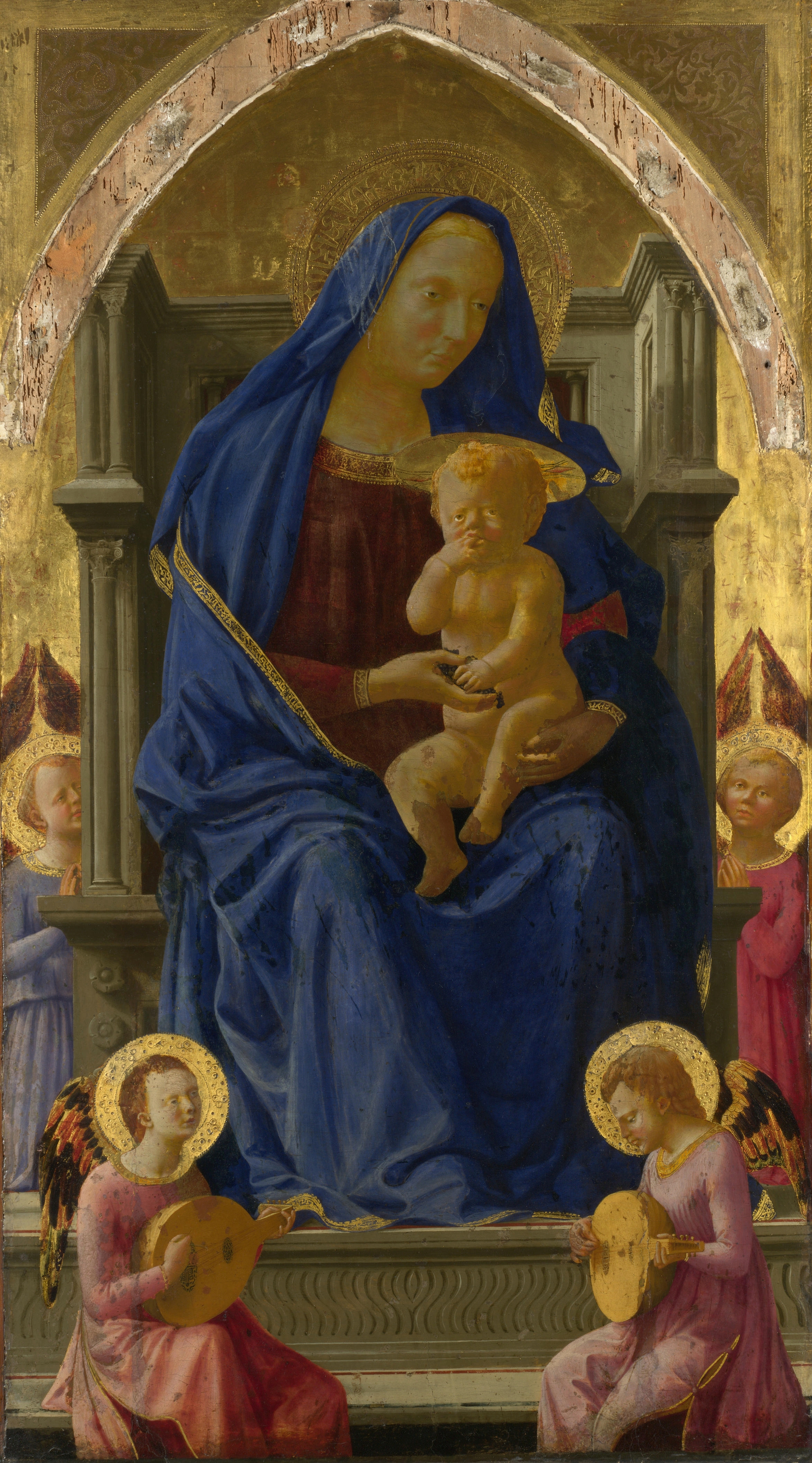
Thronende Madonna mit Kind und Engeln, Mitteltafel des Altarretabels für Santa Maria del Carmine, Pisa, Tempera und Gold auf grundierter Holztafel, um 1426, National Gallery, London
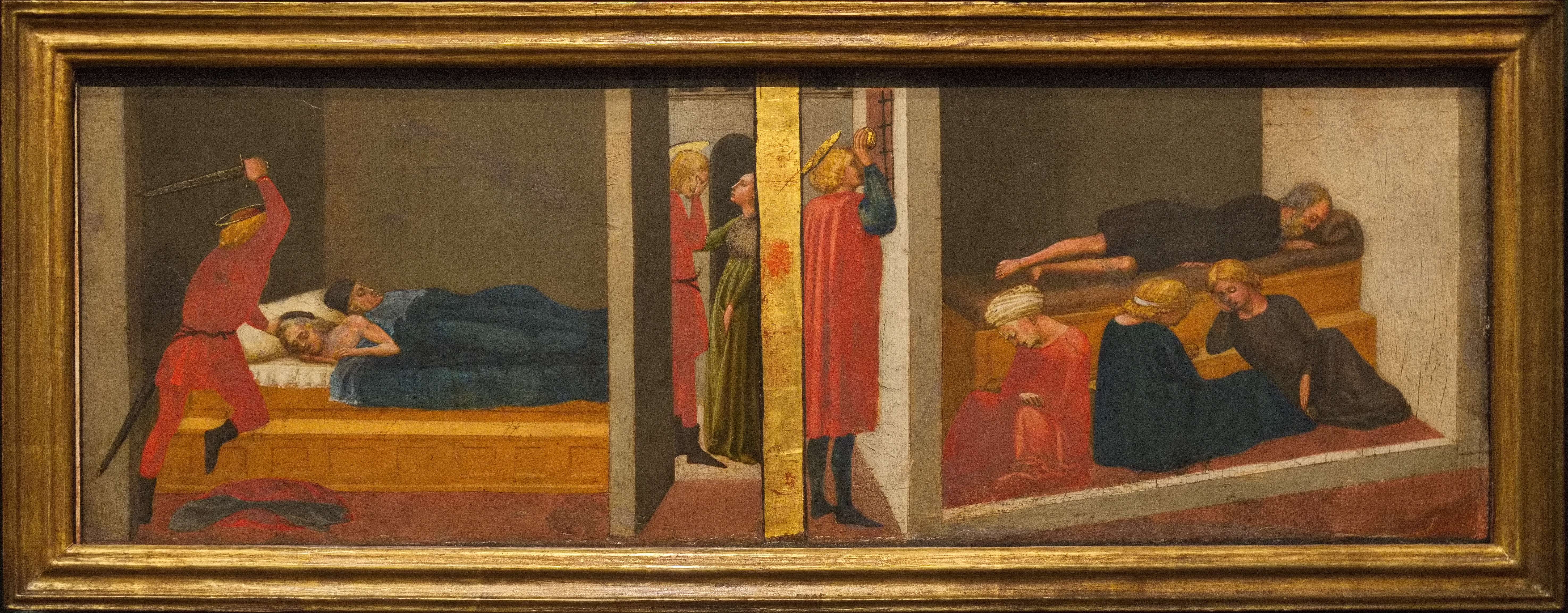
Elternmord des Hl. Julian und Jungfrauenlegende des Hl. Nikolaus (Mitarbeit Andrea di Giustos), Predellatafel des Altars von S. Maria del Carmine, Pisa, um 1426, Gemäldegalerie, Berlin
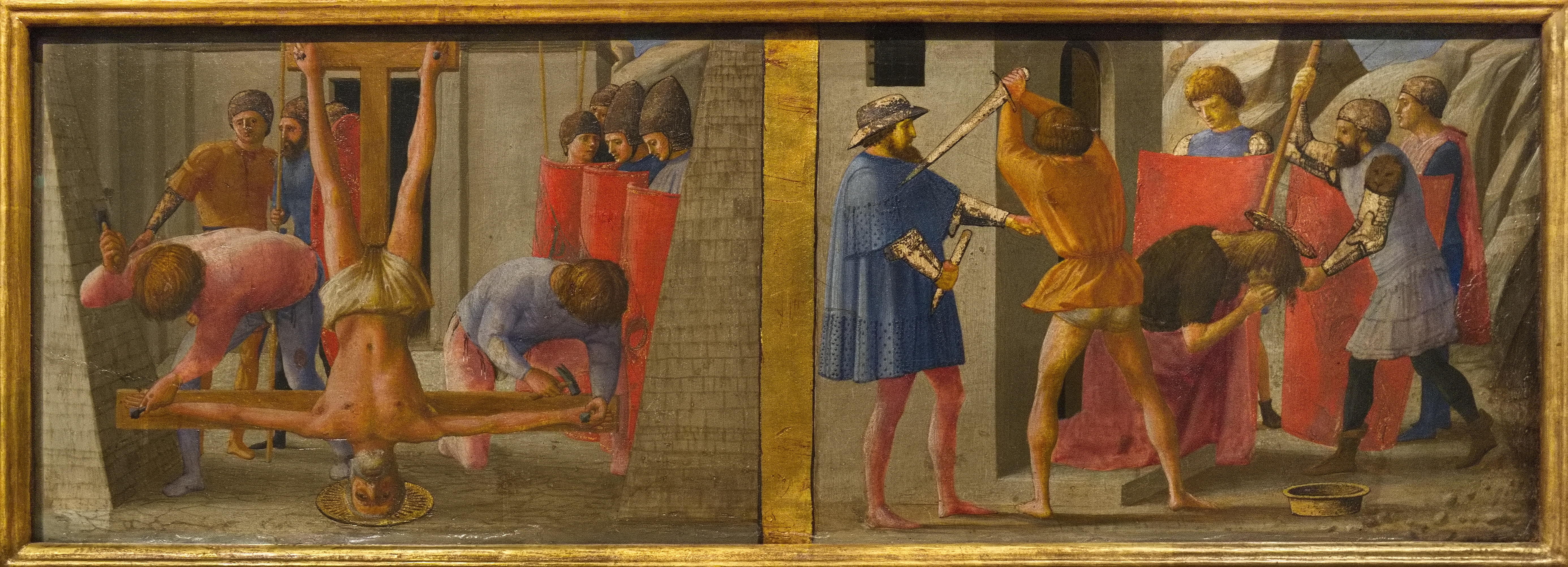
Kreuzigung Petri und Enthauptung Johannes des Täufers, Predella des Altars für S. Maria del Carmine, Pisa, um 1426, Gemäldegalerie, Berlin
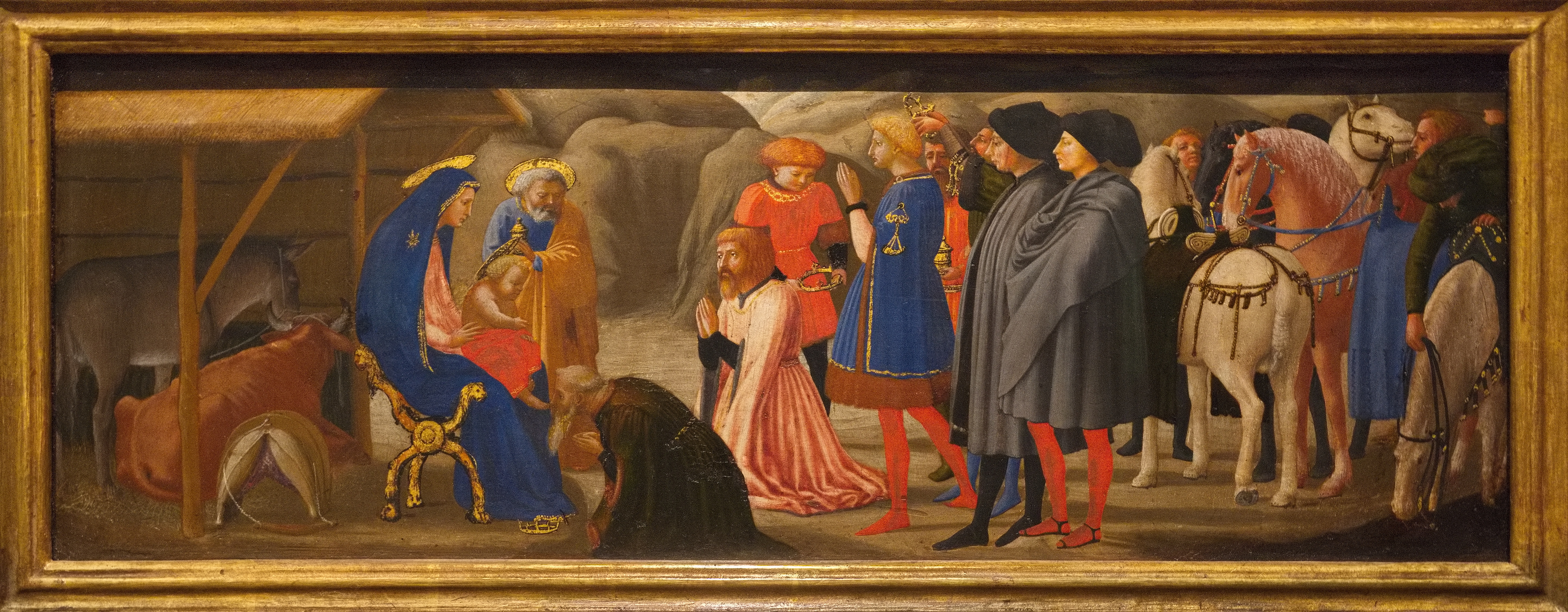
Anbetung der Könige, Predella des Altars für S. Maria del Carmine, Pisa, um 1426, Gemäldegalerie, Berlin